# Sash!
Sash! est un groupe de dance et de trance allemand fondé en 1995. Il est composé du DJ Sascha Lappessen (né le 10 juin 1970 à Nettetal), qui a donné son nom au groupe, de Thomas « Alisson » Lüdke et de Ralf Kappmeier.

## Histoire
Sascha Lappessen, Thomas « Alisson » Lüdke et Ralf Kappmeier, ont créé Sash! en 1995. Leurs trois premiers singles sont It's My Life, Encore une fois et Ecuador. Courant 1997, sort le premier album de 12 titres, It's My Life, qui contient les tubes précités et le nouveau single Stay, dont le clip est tourné dans le quartier de La Défense, en banlieue parisienne. Le single suivant La Primavera, en 1998, est chanté en italien et obtient une fois de plus un succès sur les ondes et dans les charts dance. Il est suivi par Mysterious Times qui marque la première collaboration entre Sash! et la chanteuse Tina Cousins. Le deuxième album, Life Goes On, contient également les hits Colour the World (où officie Dr. Alban) et Move Mania. Adelante, chanté en espagnol, marque les retrouvailles avec Rodriguez, qui était déjà présent sur Ecuador, alors que Just Around the Hill est une nouvelle ballade interprétée par Tina Cousins. Le troisième album, Trilenium, sort en 2000, suivi par With My Own Eyes. Cette même année Sash! publie son premier best of Encore Une Fois-Greatest Hits qui inclut tous ses tubes et plusieurs remixes. En 2002, un quatrième album voit le jour, S4!, qui contient les succès Ganbareh, Run (avec Boy George) et I Believe.
Au total, Sash! a vendu plus de 18 millions de disques à travers le monde[réf. nécessaire]. Après une absence de 4 années, Sash! fête en 2007 ses 10 ans de succès. En juin 2007, parait un nouveau Best Of de 20 titres (dont 2 inédits), 10th Anniversary (CD+DVD), ainsi qu'un nouveau single, Ecuador 2007 Reloaded, une nouvelle version d'un des plus grands tubes de Sash!, très orienté trance. 2008 marque un nouveau retour de Sash! avec Raindrops, une version remise au goût du jour du premier succès du groupe, Encore une fois. Dès sa commercialisation au Royaume-Uni à la mi-octobre, le titre se hisse directement à la 9e place des ventes. La dernière apparition de Sash! dans un Top 10 britannique remontait alors en 2000 avec le titre With My Own Eyes. Par ailleurs, le Best Of commercialisé au Royaume-Uni remporte un succès : à peine deux mois après sa sortie, il devient Disque de Platine, avec plus de 300 000 exemplaires écoulés, un bon score pour la nouvelle maison de disques du groupe, Hard2Beat. À ce jour, ce sont plus de 400 000 copies du Best Of qui ont été vendues outre-Manche.[réf. nécessaire]
En mai 2010, une nouvelle version du site officiel voit le jour. Sash! en profite pour annoncer son nouveau single, All Is Love, ainsi que son nouvel album intitulé Life Is a Beach. En juin, suit un nouveau single, Hello South Afrika, en collaboration avec Dr Alban, inspiré par la Coupe du monde de football 2010.
Le 8 novembre 2013 sort le sixième album de Sash! intitulé Life Changes.

## Discographie

### Singles
- It's My Life (1996)
- Encore Une Fois (feat. Sabine Ohmes (en)) (1997)
- Ecuador (feat. Rodriguez (en)) (1997)
- Stay (feat. La Trec) (1997)
- La Primavera (1998)
- Mysterious Times (feat. Tina Cousins) (1998)
- Move Mania (feat. Shannon) (1998)
- Colour The World (feat. Dr. Alban) (1999)
- Adelante (1999)
- Just Around The Hill (feat. Tina Cousins) (2000)
- Trilenium (2000)
- With My Own Eyes (feat. Inka) (2000)
- Ganbareh (feat. Mikio) (2002)
- Run (feat. Boy George) (2002)
- I Believe (feat TJ Davis) (2003)
- Ecuador 2007 Reloaded (2007)
- Raindrops (Encore Une Fois Part.2) (2008)
- Stay 2009 (2009)
- Je T'aime (sous l'appellation Le Vernissage) (2009)
- Mysterious Times UK Remixes (2009)
- All is love (feat. Jessy De Smet (en)) (2010)
- Hello South Afrika (feat. Dr. Alban) (2010)
- Mirror Mirror (2011)
- What is Life (2012)
- The Secret (feat. Sarah Brightman) (2013)
- Summer's Gone (feat. Tony. T) (2013)
- Life Changes (2013)

### Charts
| Année | Titre                                | Classement  | Classement                     | Classement | Interprète                   |  |
| ----- | ------------------------------------ | ----------- | ------------------------------ | ---------- | ---------------------------- |  |
| Année | Titre                                | Royaume-Uni | États-Unis Hot Dance Club Play | Allemagne  | Interprète                   |  |
| 1996  | It's My Life                         | —           | —                              | —          |                              |  |
| 1997  | Encore une fois                      | 2           | 1                              | 16         | Sabine Ohmes                 |  |
| 1997  | Ecuador                              | 2           | 1                              | 7          | Rodriguez                    |  |
| 1997  | Stay                                 | 2           | 1                              | 12         | La Trec                      |  |
| 1998  | La Primavera                         | 3           | 1                              | 13         | Patrizia Salvatore           |  |
| 1998  | Mysterious Times                     | 2           | 12                             | 17         | Tina Cousins                 |  |
| 1998  | Move Mania                           | 8           | 25                             | 56         | Shannon                      |  |
| 1999  | Colour The World                     | 15          | —                              | 39         | Dr. Alban                    |  |
| 2000  | Adelante                             | 2           | —                              | 17         | Rodriguez & Peter Faulhammer |  |
| 2000  | Just Around The Hill                 | 8           | —                              | 64         | Tina Cousins                 |  |
| 2000  | With My Own Eyes                     | 10          | —                              | 46         | Inka                         |  |
| 2002  | Ganbareh!                            | —           | —                              | 43         | Mikio                        |  |
| 2002  | Run                                  | —           | —                              | 48         | Boy George                   |  |
| 2002  | I Believe                            | —           | —                              | 67         | TJ Davis                     |  |
| 2007  | Ecuador Reloaded                     | —           | —                              | —          | Rodriguez                    |  |
| 2008  | Raindrops (Encore une fois Part. II) | 9           | —                              | —          | Stunt                        |  |
| 2010  | All Is Love                          | —           | —                              | —          | Jessy                        |  |
| 2011  | Mirror Mirror                        | —           | —                              | —          | Jean Pearl                   |  |
| 2012  | What is Life                         |             | —                              | 2          |                              |  |
| 2013  | The Secret                           | —           | —                              | —          | Sarah Brightman              |  |
| 2013  | Summer's Gone                        | new         | —                              | —          | Tony. T                      |  |

### Albums
| Année | Titre                               | Classements | Classements | Classements | Classements | Classements | Classements | Classements | Classements | Classements | Classements | Classements | Classements |
| Année | Titre                               | Royaume-Uni | Allemagne   | Norvège     | Suède       | Suisse      | Pays-Bas    | Belgique    | Finlande    | France      | Danemark    | Australie   |             |
| ----- | ----------------------------------- | ----------- | ----------- | ----------- | ----------- | ----------- | ----------- | ----------- | ----------- | ----------- | ----------- | ----------- | ----------- |
| 1997  | It's My Life - The Album            | 6           | 38          | 19          | 12          | 37          | 32          | 17          | 4           | —           | 12          | —           |             |
| 1998  | Life Goes On                        | 5           | 31          | 5           | 11          | 37          | 24          | 8           | 8           | —           | 1           | 35          |             |
| 2000  | Trilenium                           | 13          | 43          | 18          | 14          | 43          | —           | 45          | 9           | 73          | 15          | 18          |             |
| 2000  | Encore Une Fois - The Greatest Hits | 33          | 62          | —           | —           | —           | —           | —           | 29          | —           | 8           | —           |             |
| 2002  | S4!Sash!                            | —           | —           | —           | —           | —           | —           | —           | —           | —           | 37          | —           |             |
| 2007  | 10th Anniversary                    | —           | —           | —           | —           | —           | —           | —           | —           | —           | —           | —           |             |
| 2008  | The Best Of                         | 9           | —           | —           | —           | —           | —           | —           | —           | —           | —           | —           |             |
| 2012  | Life Is A Beach                     | —           | —           | —           | —           | —           | —           | —           | —           | —           | —           | —           |             |
| 2013  | Life Changes                        | —           | —           | —           | —           | —           | —           | —           | —           | —           | —           | —           |             |